# Sint-Rochuskerk (Blankenberge)

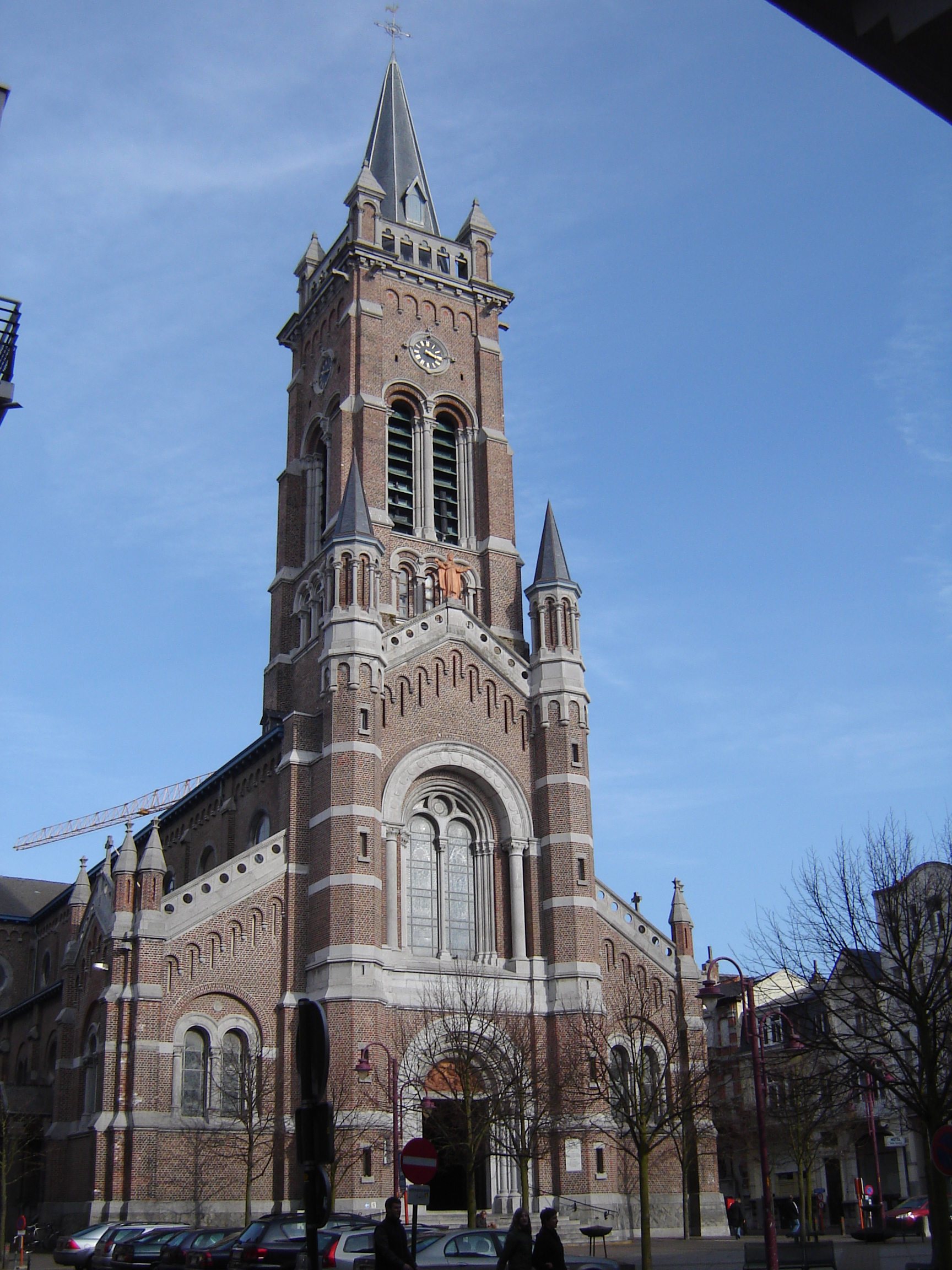
Sint-Rochuskerk

De Sint-Rochuskerk is een rooms-katholiek kerkgebouw in de West-Vlaamse stad Blankenberge, gelegen aan Elisabethstraat 1.
Het betreft een grote bakstenen kerk met natuurstenen sierelementen. De kerk is gebouwd in eclectische stijl met neogotische en vooral neoromaanse elementen. De kerk werd gebouwd van 1884-1889 naar ontwerp van Verhaegen en J. de Bethune. De toren werd in 1903 toegevoegd.
De kerk werd gebouwd naar aanleiding van de uitbreiding van de badplaats Blankenberge. De oude Sint-Antoniuskerk was immers te klein geworden en lag bovendien niet in het toeristische centrum.
De halfingebouwde toren wordt geflankeerd door twee traptorens. Ze heeft een achtkante spits, geflankeerd door vier hoektorentjes.

## Galerij

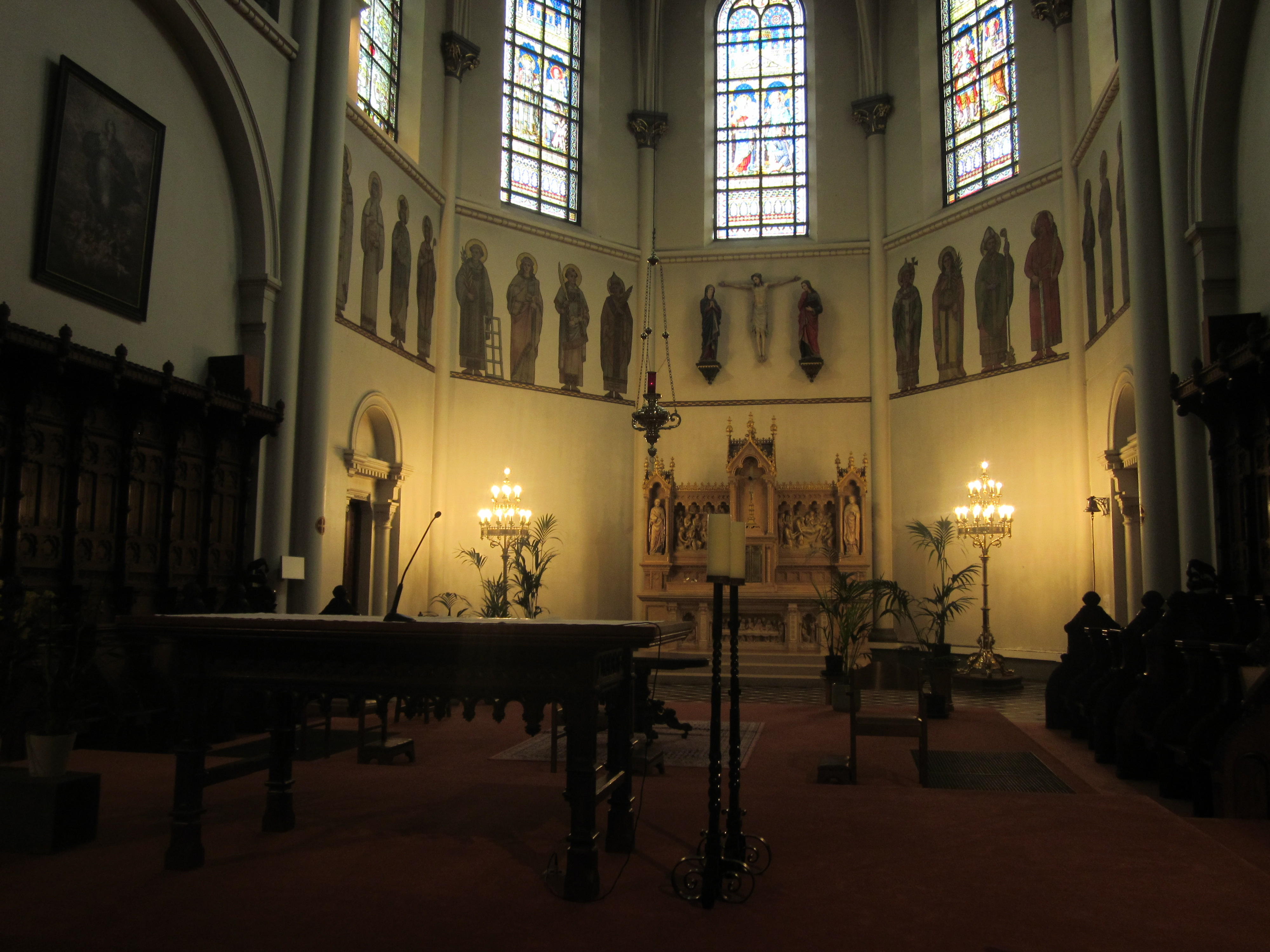
Sint-Rochuskerk